# Imen Bettaieb
 (mars 2020).
Si vous disposez d'ouvrages ou d'articles de référence ou si vous connaissez des sites web de qualité traitant du thème abordé ici, merci de compléter l'article en donnant les références utiles à sa vérifiabilité et en les liant à la section « Notes et références ».
Imen Bettaieb est une femme politique tunisienne, élue lors des législatives du 6 octobre 2019 pour siéger à l'Assemblée des représentants du peuple comme représentante de la première circonscription de Nabeul.

## Biographie
Ingénieure de formation, Imen Bettaieb occupe divers postes, notamment dans l'enseignement universitaire, l'ingénierie, l'entrepreneuriat et d'autres activités relatives au coaching. Elle est également une militante de la société civile s'engageant en faveur de causes sociales et de l'instauration de la décentralisation (facilite des projets communaux participatifs)[réf. nécessaire].
Son activité politique commence avec les élections législatives de 2019, à l'issue desquelles elle est élue députée de la première circonscription de Nabeul. Sa liste électorale prône le rôle des jeunes dans la transformation de la vie politique, le niveau universitaire étant toutefois une condition pour tous les candidats[réf. nécessaire].
Le 18 février 2020, après quelques mois au sein de la liste indépendante Espoir et travail (Al Amel), Bettaieb démissionne avec 18 membres de sa circonscription à la suite de désaccords en interne : le communiqué publié sur Facebook reproche à Yassine Ayari de monopoliser les décisions, d'exclure toute personne critique à son encontre ou à l'encontre de Zied Mbarek, ainsi que le manque de transparence dans le fonctionnement interne,,. Elle siège dès lors en tant qu'indépendante.
En novembre 2020, la députée dénonce la corruption dans l'administration de sa région de Nabeul,.